# Dębno (jezioro w gminie Barwice)
Jezioro Dębno – śródleśne jezioro w Polsce w województwie zachodniopomorskim, w powiecie szczecineckim, w gminie Barwice, o powierzchni ok. 56 ha. Miejscowa ludność używa potocznie nazwy Jezioro Damskie. Przez jezioro przepływa rzeka Dębnica.
Strome brzegi porośnięte lasem mieszanym z przewagą buka. Wzmianka z 1436/41 r. notuje jezioro pod nazwą Damec. W innych dokumentach pojawia się też nazwa Damecz oraz niemieckie Damen See. W 1630 jezioro jest wymieniane w polskich relacjach o przebiegu granicy między Wielkopolską a Pomorzem (pół jeziora Damecz należało do Polski).